# Problem nemških tankov
Problem nemški tankov se v teoriji statistike ocenjevanja sestoji iz ocenjevanja maksimuma diskretne enakomerne porazdelitve iz vzorčenja brez zamenjave. Če je na primer neznano število predmetov, ki so zaporedoma označeni od 1 do N, se pri tem vzame naključni vzorec in opazuje njihova zaporedna števila. Problem je oceniti število N iz teh opazovanih zaporednih števil. 
Problem se imenuje po uporabi zaveznikov v 2. svetovni vojni ki so ocenjevali mesečno stopnjo proizvodnje nemških tankov iz pomanjkljivih (gledano statistično) vzorčnih podatkov. Izkoristili so proizvodno prakso dodeljevanja naraščajočih zaporedij serijskih številk komponentam tankov (oklop, menjalnik, motor, kolesa), ki so jih zajeli med spopadi s silami osi.
Problem je rešljiv tako s pogostnostnim kot z Bayesovim sklepanjem, pri čemer pa se z metodama dobijo različni rezultati. Ocenjevanje največje populacije na podlagi enega vzorca vodi do divergentnih rezultatov, ocenjevanje na podlagi mnogokratnih vzorcev je praktično ocenjevalno vprašanje, katerega odgovor je preprost (še posebej v smislu pogostnostnega sklepanja), vendar ni očiten (še posebej v smislu Bayesovega sklepanja).